# 大理石人
大理石人（波蘭語：Człowiek z marmuru）1977年波兰电影，由安杰伊·瓦依达执导，电影讲述了一位虚构的波兰英雄瓦工、斯达汉诺夫运动杰出工人的象征马特乌斯·比尔库特（由耶日·拉齐维沃维奇饰演）在克拉科夫附近一座新的社会主义城市诺瓦胡塔的经历。克雷斯蒂娜·扬达饰演的第一个角色阿格涅斯卡是一位年轻的电影制片人，伯库特拍摄毕业影片，但二十年后她的下落似乎已经消失。 标题指的是按照比尔库特的形象制作的宣传大理石雕像。
《大理石人》反映了导演瓦伊达对斯大林主义文化机构及其对艺术表达的压迫性限制的新的敌意。 影片的情节预示了1980年的列宁造船厂罢工和团结工会的兴起。1981年电影《铁人》为该影片的续集。

## 外部連結
- 互联网电影数据库（IMDb）上《大理石人》的资料（英文）